# Gonzalo Tiesi
Pas d'image ? Cliquez ici

a Compétitions nationales et continentales officielles uniquement.

b Matchs officiels uniquement.
Dernière mise à jour le 8 octobre 2011.
Gonzalo Pedro Tiesi, né le 24 avril 1985 à Buenos Aires (Argentine), est un joueur international argentin de rugby à XV, jouant au poste de centre.

## Biographie
Il a honoré sa première cape internationale le 4 décembre 2004 à Buenos Aires pour une défaite 39-7 contre l'Afrique du Sud.

## Statistiques en équipe nationale
- 37 sélections
- 30 points (6 essais)
- Nombre de sélections par année : 1 en 2004, 3 en 2005, 6 en 2006, 3 en 2007, 4 en 2008, 5 en 2009, 6 en 2010, 1 en 2011, 3 en 2012, 5 en 2013
- En coupe du monde :
  - 2007 : 3 sélections (Géorgie, Namibie, Afrique du Sud)
  - 2011 : 1 sélection (Angleterre)

## Palmarès
- London Irish
  - Finaliste du Challenge européen en 2006